# Carl Gottlieb Reißiger
Carl Gottlieb Reißiger (Bad Belzig, 31 gennaio 1798 – Berlino, 7 novembre 1859) è stato un compositore tedesco.

## Biografia

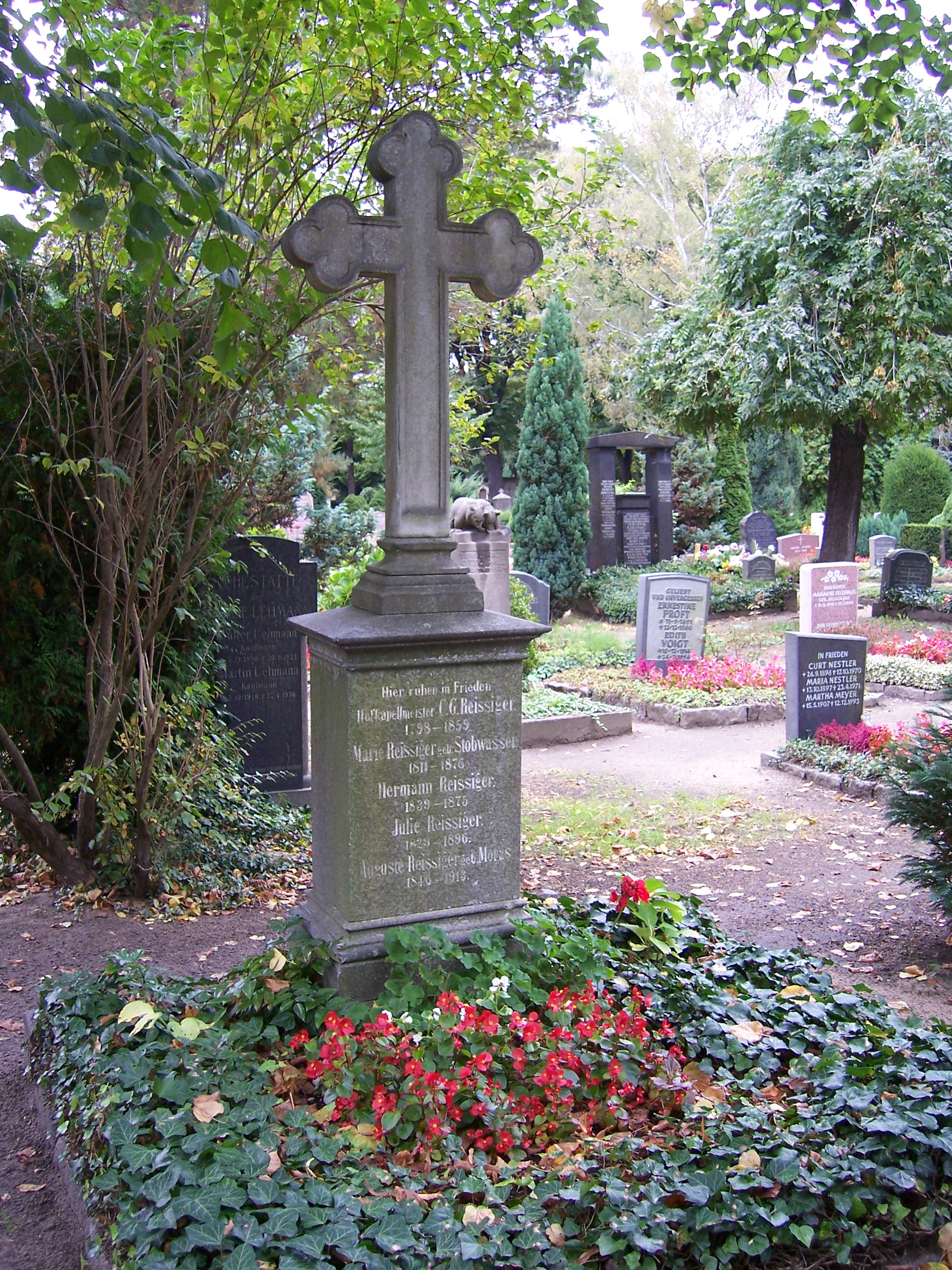
La tomba di Carl Gottlieb Reißiger

Carl Gottlieb Reißiger, figlio dell'organista Christian Gottlieb Reißiger, studiò pianoforte e composizione dal 1811 al 1818 alla Thomasschule di Lipsia, sotto la guida di Johann Gottfried Schicht e di Peter von Winter. 
Nel 1821 si recò a Vienna per approfondire gli studi con Antonio Salieri, l'anno seguente andò a studiare musica e composizione con Peter Winter e contemporaneamente frequentò anche il corso di teologia. 
In seguito si trasferì in Francia ed in Italia: nel 1824 venne incaricato dai regnanti prussiani di indagare sull'insegnamento musicale effettuato e sull'organizzazione del conservatorio in Italia e in Francia. A Parigi soggiornò dall'agosto 1824 fine al febbraio 1825, invece nel suo viaggio in Italia, visitò Torino, Genova, Milano, Firenze, Bologna, Roma e Napoli. Dopo un soggiorno di quattro settimane in quest'ultima città, tornò a Roma e nell'ottobre del 1825 durante il viaggio di ritorno a Berlino, visitò Padova, Venezia, Tirolo e Vienna.
Nel 1826 fondò il Conservatorio dell'Aja e nello stesso periodo prese il posto di Carl Maria von Weber come maestro di cappella di corte a Dresda. 
Inoltre assunse il ruolo di direttore del Conservatorio dal 1856 al 1859.
Come quella di Spohr e di George Onslow, la musica da camera di Reißiger rientrò nella tradizione di Mozart e di Beethoven.
Infatti, "l'ideale musicale del borghese del tempo si riflette perfettamente nelle opere di Reissiger", secondo il giudizio di Folker Gothel, che sostenne inoltre che Schumann sia stato influenzato dai trii di Reißiger "sagomati in modo esemplare".
Anche se Reissiger ha chiaramente favorito l'aspetto melodico più di scrittura contrappuntistica, il suo lavoro non merita di essere completamente ignorato, dato che le sue composizioni sono state spesso assistite da una "ispirazione affascinante", e si caratterizzarono per un'eccellente padronanza tecnica.
Tra le sue composizioni, ricordiamo : circa 200 opere (DIdone abbandonata, Libella, Turandot); melodrammi; oratori; messe e altra musica sacra; sinfonie; concerti e musica da camera.

## Opere principali

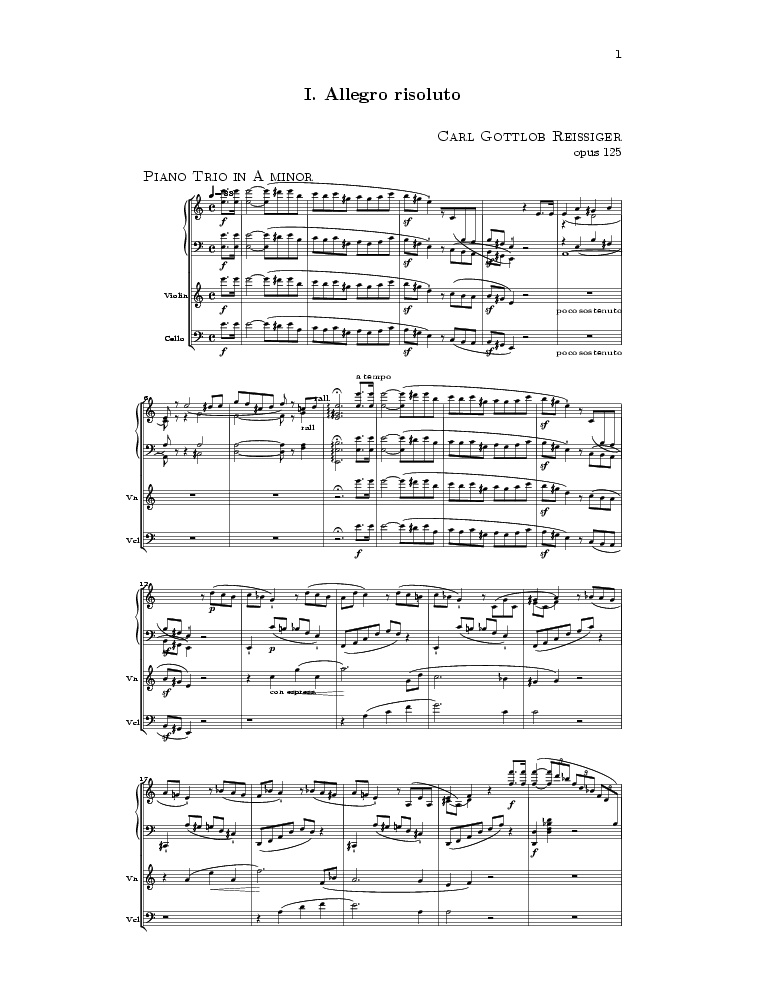
La prima pagina di un trio per piano in la minore op. 125, 1838

### Quintetti
- Quintetto d'archi (2 violoncelli), in Sol maggiore, op. 90;
- Quintetto per pianoforte in Mi bemolle maggiore, op. 20;
- Quintetto con pianoforte in sol maggiore, op. 191;
- Quintetto con pianoforte in Fa maggiore, op. 209;
- Quintetto per pianoforte, violino, viola, violoncello e contrabbasso, op. 206;

### Quartetti

#### Quartetti per archi
- Quartetto d'archi in la maggiore, op. 111 n. 1;
- Quartetto d'archi in si minore, op. 111 n ° 2;
- Quartetto per archi in mi bemolle maggiore, op. 111 n. 3;
- Quartetto d'archi in Fa minore, op. 155;
- Quartetto per archi in mi bemolle maggiore, op. 179;
- Quartetto d'archi in sol maggiore, op. 211 n ° 1;
- Quartetto d'archi in fa maggiore op. 211 n ° 2;
- Quartetto d'archi in re maggiore op. 211 n ° 3;

#### Quartetti per pianoforte
- Quartetto con pianoforte in la minore, op. 29;
- Quartetto con pianoforte in do minore, op. 70;
- Quartetto per pianoforte in re maggiore op. 108;
- Quartetto per pianoforte in Mi bemolle maggiore, op. 138;
- Quartetto per pianoforte in Mi bemolle maggiore, op. 141;
- Quartetto con pianoforte in si maggiore, op. 173;
- Quartetto con pianoforte in la minore, op. 199;

### Trii con pianoforte
- Trio con pianoforte in re maggiore op. 25;
- Trio con pianoforte in si bemolle maggiore, op. 33;
- Trio con pianoforte in do maggiore, op. 40;
- Trio con pianoforte in fa diesis minore, op. 56;
- Trio con pianoforte in re maggiore op. 75;
- Trio con pianoforte in Mi bemolle maggiore, op. 77;
- Trio con pianoforte in Mi maggiore op. 85;
- Trio con pianoforte in fa maggiore op. 97;
- Trio con pianoforte in fa minore, op. 103;
- Trio con pianoforte in re minore, op. 115;
- Trio con pianoforte in la minore, op. 125;
- Trio con piano per intero, op. 137;
- Trio con pianoforte in Mi minore, op. 150;
- Trio con pianoforte in re minore, op. 158;
- Trio con pianoforte in la minore, op. 167;
- Trio con pianoforte in sol minore, op. 170;
- Trio con pianoforte in re minore, op. 183;
- Trio con pianoforte in si minore op. 188;
- Trio con pianoforte in re maggiore op. 192;
- Trio con pianoforte in re maggiore op. 196;
- Trio con pianoforte in sol maggiore, op. 201;
- Trio con pianoforte in re maggiore op. 205;
- Trio con pianoforte in re minore, op. 213;
- Trio facile e brillante per pianoforte, violino e violoncello, in Sol maggiore, op. 164;
- Trio facile e brillante per pianoforte, violino e violoncello, in re minore, op. 175;
- Trio facile e brillante per pianoforte, violino e violoncello, sol minore, op. 181;
- Trio facile e brillante per pianoforte, violino e violoncello, in sol maggiore op. 186;

### Sonate
- Sonata per violino & piano in re maggiore, op. 45;
- Sonata per violino & piano in la maggiore op. 102;
- Sonata per violino & piano in la minore, op. 178;
- Sonata per violino & piano in la minore, op. 185;
- Sonata per violino & piano in si minore, op. 190;
- Sonata per violoncello & piano in la minore, op. 147;
- Sonata per violoncello & piano in la minore, op. 152;